# Armoriale dei comuni del Kanta-Häme
Questa pagina contiene le armi (stemma e blasonatura) dei comuni finlandesi appartenenti alla regione del Kanta-Häme (Tavastia proper).
|  | Kanta-Häme Punaisessa kentässä kävelevä kultainen ilves, jonka korvatöyhdöt mustat; saatteena ilveksen yläpuolella kolme kuusisakaraista tähteä ja alapuolella neljä ruusua 1+3; kaikki hopeaa (Di rosso, alla lince d'oro passante, con punte degli orecchi di nero, accompagnata in capo da tre stelle a sei punte ed in punta da quattro rose poste 1 e 3, tutto d'argento.) |

## Comuni e città attuali
| Stemma | Nome del comune e blasonatura |
| ------ | --- |
|        | Forssa Sinisessä kentässä hopeinen vesiratas. (d'azzurro, alla ruota da mulino d'argento) |
|        | Hattula Punaisessa kentässä reunoihin ulottuva yksikaarinen silta, jonka yläpuolella kreikkalainen risti, molemmat kultaa. (di rosso, al ponte ad un arco d'oro, sormontato da una crocetta dello stesso) |
|        | Hausjärvi Punaisessa kentässä vinoristi ja lakipisteessä tähti, kaikki hopeaa. (di rosso, al decusse d'argento sormontato da una stella(6) dello stesso) |
|        | Humppila Kultakentässä tyvestä nousevasta katoksesta riippuva ruokakello; kaikki mustaa. (d'oro, alla campana di refettorio sostenuta da una tettoia uscente dalla punta, il tutto di nero) |
|        | Hämeenlinna Punaisessa kentässä alareunaltaan aaltokoroinen, kilven reunasta toiseen ulottuva muuri, josta nousee kaksi jyrkkäkattoista tornia ja näiden välissä rakennus, kaikki hopeaa, ikkuna-aukot ovat mustat ja linnan yläpuolella saatteena kultaiset auringonkasvot. (di rosso, al muro d'argento, nascente da una campagna ondata del campo, sostenente due torri e un castello tra di esse, il tutto d'argento finestrato di nero, accompagnati in capo da un sole d'oro)             |
|        | Janakkala Punaisessa kentässä edestäpäin kultainen ilveksenpää, jonka kieli sininen ja korvatöyhdöt mustat; yläpuolella sakarakoroinen kultalakio, jossa Mantovan risti ja sen molemmin puolin sitä kohti suuntautuva nuolenkärki; kaikki mustia. (di rosso, alla testa di lince in riscontro d'oro, lampassata d'azzurro e con i peli delle orecchie di nero; al capo merlato del secondo, caricato da una crocetta patente di nero accostata da due punte di freccia affrontate dello stesso) |
|        | Jokioinen Punaisessa kentässä aaltokoroinen hirsi, jonka yläpuolella kaksi vehnätähkää ristissä ja alapuolella alasin; kaikki kultaa. (di rosso, alla fascia ondata accompagnata da due spighe di grano in decusse in capo e da una incudine in punta, il tutto d'oro) |
|        | Loppi Kilpi aaltokoroisesti puna-hopeakatkoinen; siinä vuorovärinen raudanmerkki. (troncato ondato di rosso e d'argento, al simbolo del ferro dall'uno all'altro) |
|        | Riihimäki Kultaisen vyön jakama kilpi, jonka hopeisessa yläkentässä on seitsemän ylöspäin nousevaa punaista tulenliekkiä ja punaisessa alakentässä kultainen lyhde. (troncato: nel 1° d'argento, a sette fiamme ondeggianti di rosso nascenti dalla partizione; nel 2° di rosso, al covone di grano legato d'oro; alla burella dello stesso attraversante sulla partizione) |
|        | Tammela Punaisessa kentässä kolme tammenlehteä, joiden varret yhtyvät haaruristiksi, varsien yhtymäkohdasta versoaa kummallekin sivulle terho; kaikki hopeaa. (di rosso, a tre foglie di quercia d'argento congiunte in pergola, con due ghiande dello stesso uscenti dai due lati del centro della pergola) |
|        | Ypäjä Halkoisen kilven oikeassa sinisessä kentässä hopeinen maalaiskirkon kellotapuli, vasemmassa hopeisessa kentässä punainen tähkä. (partito d'azzurro, al campanile di chiesa rurale d'argento, e d'argento, alla spiga di rosso) |

## Municipalità disciolte e vecchie blasonature
| Stemma | Nome del comune e blasonatura |
| ------ | --- |
|        | Hauho (1951–2008) Punaisessa kentässä neljä juoksevaa hopeaoravaa alatusten. (di rosso, a quattro scoiattoli d'argento correnti uno sull'altro) |
|        | Kalvola (1952–2008) Punaisessa kentässä alainen hirsi ja sen yläpuolella kaksi piilukirvestä ristikkäin, kaikki hopeaa (di rosso, alla fascia abbassata d'argento, sormontata da due grandi asce in decusse dello stesso) |
|        | Koijarvi (stemma approvato dal Consiglio municipale di Koijärvi il 21 giugno 1946 ma non confermato ufficialmente) Hopeavirran viistoon puolittama kilpi. Ylemmässä kultaisessa kentässä kaksi vihreää kuusta, alemmassa vihreässä kentässä kultainen lato (tagliato dalla sbarra ondata d'argento: il primo d'oro, a due abeti di verde; il secondo di verde, al fienile d'oro) |
|        | Lammi (1958–2008) Punaisessa kentässä hopeisen kolmiovuoren yläpuolella viisilehtinen, hopeinen, kultaemiöinen pellavankukka (di rosso, al monte di tre cime uscente dalla punta, sormontato da una cinquefoglie dello stesso bottonata d'oro) |
|        | Renko (1953–2008) Kultakentässä kävelevä punainen härkä, kantaen oikealla etujalallaan punaista lippua, jossa hopeasimpukka; härän sarvet, sorkat ja nenärengas sekä lipputangon nuppi hopeaa (d'oro, al toro passante di rosso, cornato, unghiato e anellato d'argento, tenente con la zampa anteriore destra una bandiera pure di rosso alla conchiglia d'argento)             |
|        | Somerniemi Sinisessä kentässä hopeinen haaruristi, jossa kolme punaista ruusua asetettuina 2+1. (d'azzurro, alla pergola d'argento, caricata da tre rose di rosso) |
|        | Tuulos (1956–2008) Mustassa kentässä kaksi kultaista, kultapunaliekkistä tuulastuskouraa ristikkäin. (di nero, a due supporti per lampade d'oro posti in decusse, sostenenti ciascuno delle fiamme di rosso orlate d'oro) |
|        | Tyrväntö (1960–1970) Punaisessa kentässä kaksi kultavaruksista hopeakuhaa pystyssä, selätysten, niiden välissä lakioittain hopearuusu. (di rosso, a due lucioperca d'argento, alettati d'oro, addossati e incurvati in palo, accompagnati da una rosa del secondo in capo) |
|        | Vanaja (1957–1966) Punaisessa kentässä hopeinen, sinivaruksinen ilveksen pää; korvatöyhdöt mustat. (di rosso, alla testa di lince d'argento, armata e lampassata d'azzurro, con i peli delle orecchie di nero) |